# Щиглиці (Росія)
Щиглиці (рос. Щиглицы) — присілок в Псковському районі Псковської області Російської Федерації.
Населення становить 163 особи. Входить до складу муніципального утворення Логозовська волость.

## Історія
Від 2015 року входить до складу муніципального утворення Логозовська волость.

## Населення
| 2001 | 2002 | 2010 | 2012 |
| ---- | ---- | ---- | ---- |
| 215  | ↘179 | ↘134 | ↗163 |